# کارل آنتون لارسن
کارل آنتون لارسن (انگلیسی: Carl Anton Larsen؛ زاده ۷ اوت ۱۸۶۰ – درگذشته ۸ دسامبر ۱۹۲۴) یک جهانگردی اهل نروژ بود.